# كاثرين إليسون
كاثرين إليسون (بالإنجليزية: Katherine Ellison)‏ هي صحفية أمريكية، ولدت في 19 أغسطس 1957 في مينيسوتا في الولايات المتحدة.

## وصلات خارجية
- الموقع الرسمي
- كاثرين إليسون على موقع IMDb (الإنجليزية)